# Форгария-нель-Фриули
Форгария-нель-Фриули (итал. Forgaria nel Friuli) —  коммуна в Италии, располагается в регионе Фриули-Венеция-Джулия, в провинции Удине.
Население составляет 1893 человека (2008 г.), плотность населения составляет 66 чел./км². Занимает площадь 29 км². Почтовый индекс — 33030. Телефонный код — 0427.
Покровителем коммуны почитается святой Лаврентий, празднование 10 августа.

## Демография
Динамика населения:

## Администрация коммуны
- Официальный сайт: http://www.comune.forgarianelfriuli.ud.it